# Geomitra coronata
Geomitra coronata é uma espécie de gastrópode  da família Hygromiidae.
É endémica de Portugal.
Os seus habitats naturais são: áreas rochosas.
Está ameaçada por perda de habitat.